# دیر شرقی
دیر شرقی (به عربی: دیر شرقی) یک روستا در سوریه است که در ناحیه مرکزی معره‌النعمان واقع شده‌است. دیر شرقی ۴٬۴۲۹ نفر جمعیت دارد.